# Addi Asme'e
Addi Asme’e est un réservoir qui se trouve dans le woreda de Kola Tembien au Tigré en Éthiopie. Le barrage d’une longueur de 287 m a été construit en 1994 par SAERT.
La lithologie du bassin est composée de roches métmorphiques précambriennes. Le reservoir est sujet à sédimentation.